# فرودگاه سیمی‌سیمی
فرودگاه سیمی‌سیمی (به انگلیسی: Simi-Simi Airport) یک فرودگاه نظامی است که یک باند فرود آسفالت دارد و طول باند آن ۲۱۹۵ متر است. این فرودگاه در کشور جمهوری دموکراتیک کنگو قرار دارد و در ارتفاع ۳۹۶ متری از سطح دریا واقع شده است.